# Pettoranello del Molise
Pettoranello del Molise es una localidad y comune italiana de la provincia de Isernia, región de Molise, con 426 habitantes.

## Evolución demográfica
| Gráfica de evolución demográfica de Pettoranello del Molise entre 1861 y 2001 |
|                                                                               |
| Fuente ISTAT - elaboración gráfica de Wikipedia                               |